# Arnold Eidslott
Arnold Eidslott (ur. 10 czerwca 1926 w Ålesund, zm. 19 kwietnia 2018) – norweski poeta i pisarz.

## Życiorys
Po ukończeniu szkoły podstawowej uczęszczał do jednorocznej szkoły w Syvde. W młodości, m.in. podczas II wojny światowej, był żeglarzem żeglugi przybrzeżnej, po wojnie przez kilka lat pływał na statkach biorących udział w międzypaństwowym ruchu morskim. Od 1952 do 1993 pracował jako monter zakładów telefonicznych Televerket w Ålesund. Debiutował w 1953 zbiorem wierszy Vinden taler til den døve (Wiatr przemawia do głuchych). Kolejny wydany przez niego tom poezji to Vann og støv (Woda i pył). Był głównym przedstawicielem norweskiej poezji metafizycznej. W twórczości umieszczał motywy biblijne, mitologiczne i egzotyczne. Zbiór Manes (1965) zapoczątkował dominację w twórczości Eidslotta wierszy introwertycznych i przepełnionych mistyką i wiarą chrześcijańską. W 1992 został laureatem Nagrody Doblouga.